# محوطه خرابه لیق
محوطه خرابه لیق مربوط به سده‌های میانه دوران‌های تاریخی پس از اسلام است و در شهرستان ماهنشان، بخش مرکزی، دهستان قزل گچیلو، ۷۰۰ متری غرب روستای ایمیر واقع شده و این اثر در تاریخ ۲۷ بهمن ۱۳۸۷ با شمارهٔ ثبت ۲۴۵۸۷ به‌عنوان یکی از آثار ملی ایران به ثبت رسیده است.